# بيث بورتر
بيث بورتر (بالإنجليزية: Beth Porter)‏ هي ممثلة أمريكية، ولدت في 23 مايو 1942 بنيويورك في الولايات المتحدة.

## أعمال

### أفلام
- (1974) غاتسبي العظيم

## وصلات خارجية
- بيث بورتر على موقع IMDb (الإنجليزية)
- بيث بورتر على موقع ديسكوغز (الإنجليزية)
- بيث بورتر على موقع قاعدة بيانات الفيلم (الإنجليزية)